# Vlajka Konžské demokratické republiky

Vlajka Konžské demokratické republiky
Poměr stran: 3:4

Vlajka Konžské demokratické republiky byla představena 20. února 2006 v souvislosti s přijetím nové ústavy v prosinci 2005. Vlajka je velmi podobná vlajce Konžské demokratické republiky z let 1963–1971. Oproti této původní vlajce došlo k několika změnám. Barva podkladu se změnila z královské modré na nebeskou modř, která má reprezentovat mír. Červený úhlopříčný pruh symbolizuje „krev mučedníků země“, žlutá prosperitu a žlutá hvězda zářnou budoucnost země.

## Další vlajky

Vlajka prezidenta Konžské demokratické republiky Poměr stran: 3:4

## Historické vlajky
V období let 1971–1997, kdy země nesla název Zair(e), se užívala vlajka zelené barvy o poměru stran 2:3. Uprostřed vlajky bylo kulaté žluté pole, ve kterém byl vyobrazen symbol vládnoucí strany – ruka s hořící pochodní.
Po sesazení prezidenta Mobutua byla přijata vlajka o poměru stran 2:3 modré barvy. Ve středu vlajky byla žlutá pěticípá hvězda a u žerďové části svisle seřazeno šest malých žlutých pěticípých hvězd.
Současná vlajka vychází z dob, kdy Kongo bylo belgickou kolonií.
| Vlajka | Stát | Poznámka |
| ------ | --- | --- |
|        | Konžské království (1390(?)–1914) Poměr stran: 2:3                                                                             | |
|        | Mezinárodní konžská společnost (1877/1884(?)–1885) Svobodný stát Kongo (1885–1908) Belgické Kongo (1908–1960) Poměr stran: 2:3 | Modrý list se žlutou pěticípou hvězdou uprostřed.                                                                          |
|        | Republika Kongo (1960–1963) Poměr stran: 2:3                                                                                   | Modrý list se žlutou pěticípou hvězdou uprostřed a u žerďové části svisle pod sebou šest menších žlutých pěticípých hvězd. |
|        | Konžská demokratická republika (1963–1966) Poměr stran: 2:3                                                                    | |
|        | Konžská demokratická republika (1966–1971) Poměr stran: 2:3                                                                    | |
|        | Zair (1971–1997) Poměr stran: 2:3                                                                                              | Zelený list, uprostřed vlajky kulaté žluté pole, ve kterém je vyobrazen symbol vládnoucí strany – ruka s hořící pochodní.  |
|        | Demokratická republika Kongo (1997–2006) Poměr stran: 2:3                                                                      | Vlajka Republiky Konga z let 1960–1963, s jiným odstínem modré barvy.                                                      |